# Perrhynchites bellus
Perrhynchites bellus is een keversoort uit de familie Rhynchitidae. De wetenschappelijke naam van de soort is voor het eerst geldig gepubliceerd in 2002 door Fremuth & Legalov in Legalov & Fremuth.